# Saeqeh 80
Saeqeh 80 (persiska: "Viggen") är ett iranskt stridsflygplan som tillverkas av IAMI (Iran Aircraft Manufacturing Industrial Company). Saeqeh 80 är en vidareutveckling av amerikanska F-5 Freedom Fighter. 
Saeqeh 80 ingår i det iranska flygvapnet.